# Cidade Ocidental
Cidade Ocidental is een gemeente in de Braziliaanse deelstaat Goiás. De gemeente telt 52.380 inwoners (schatting 2009).

## Aangrenzende gemeenten
De gemeente grenst aan Cristalina, Luziânia, Valparaíso de Goiás, Brasilia (DF) (Santa Maria en São Sebastião).